# Rivas Berti
Rivas Berti est l'une des trois paroisses civiles de la municipalité d'Ayacucho dans l'État de Táchira au Venezuela. Sa capitale est San Félix.